# UD Las Palmas
UD Las Palmas is een Spaanse voetbalclub uit Las Palmas op Gran Canaria. De club speelt in het Estadio de Gran Canaria.

## Geschiedenis
UD Las Palmas werd opgericht in 1949 en speelde in totaal 31 seizoenen in de Primera División. In 2000 promoveerde de club als kampioen van de Segunda División A naar de Primera División. Na twee seizoenen degradeerde UD Las Palmas naar de Segunda División B. In 2006 werd promotie naar de Segunda A bewerkstelligd. Op zondag 21 juni 2015 werd promotie naar de Primera División bewerkstelligd nadat het met 2-0 van Real Zaragoza won.

## Stadion
Het team speelt alle officiële wedstrijden in het Estadio de Gran Canaria (stadion van Gran Canaria) vanaf seizoen 2003/2004. Het ligt in de voorstad van Las Palmas en werd in gebruik genomen op 8 mei 2003 met een match tegen RSC Anderlecht. Het heeft een capaciteit van 32.665 toeschouwers en bezat een atletiekbaan. De atletiekbaan verdween in 2015 en werd vervangen door tribunes dichter op het veld. Het vroegere stadion was het Estadio Insular in Ciudad Jardín.

## Erelijst
- Segunda División: 1953/54, 1963/64, 1984/85, 1999/00
- Segunda División B: 1992/93, 1995/96

## Eindklasseringen
- 1950 2e
Tercera División
- 1951 3e
Segunda División
- 1952 15e
Primera División
- 1953 4e
Segunda División
- 1954 1e
Segunda División
- 1955 12e
Primera División
- 1956 11e
Primera División
- 1957 10e
Primera División
- 1958 11e
Primera División
- 1959 14e
Primera División
- 1960 16e
Primera División
- 1961 5e
Segunda División
- 1962 4e
Segunda División
- 1963 3e
Segunda División
- 1964 1e
Segunda División
- 1965 9e
Primera División
- 1966 10e
Primera División
- 1967 11e
Primera División
- 1968 3e
Primera División
- 1969 2e
Primera División
- 1970 9e
Primera División
- 1971 14e
Primera División
- 1972 5e
Primera División
- 1973 11e
Primera División
- 1974 11e
Primera División
- 1975 13e
Primera División
- 1976 13e
Primera División
- 1977 4e
Primera División
- 1978 7e
Primera División
- 1979 6e
Primera División
- 1980 11e
Primera División
- 1981 15e
Primera División
- 1982 15e
Primera División
- 1983 16e
Primera División
- 1984 11e
Segunda División
- 1985 1e
Segunda División
- 1986 13e
Primera División
- 1987 12e
Primera División
- 1988 20e
Primera División
- 1989 11e
Segunda División
- 1990 6e
Segunda División
- 1991 15e
Segunda División
- 1992 20e
Segunda División
- 1993 1e
Segunda División B
- 1994 2e
Segunda División B
- 1995 3e
Segunda División B
- 1996 1e
Segunda División B
- 1997 7e
Segunda División
- 1998 3e
Segunda División
- 1999 6e
Segunda División
- 2000 1e
Segunda División
- 2001 11e
Primera División
- 2002 18e
Primera División
- 2003 5e
Segunda División
- 2004 20e
Segunda División
- 2005 7e
Segunda División B
- 2006 3e
Segunda División B
- 2007 18e
Segunda División
- 2008 8e
Segunda División
- 2009 18e
Segunda División
- 2010 17e
Segunda División
- 2011 15e
Segunda División
- 2012 9e
Segunda División
- 2013 6e
Segunda División
- 2014 6e
Segunda División
- 2015 4e
Segunda División
- 2016 11e
Primera División
- 2017 14e
Primera División
- 2018 19e
Primera División
- 2019 12e
Segunda División
- 2020 9e
Segunda División
- 2021 9e
Segunda División
- 2022 4e
Segunda División
- 2023 2e
Segunda División
- 2024 16e
Primera División
- 2025 19e
Primera División

- Primera División
- Segunda División
- Segunda División B
- Tercera Federación

## Las Palmas in Europa
#R = #ronde, 1/8 = achtste finale, T/U = Thuis/Uit, W = Wedstrijd, PUC = punten UEFA coëfficiënten .
Uitslagen vanuit gezichtspunt UD Las Palmas
| Seizoen                                                     | Competitie           | Ronde | Land                 | Club                 | Totaalscore | 1e W    | 2e W    | PUC |
| ----------------------------------------------------------- | -------------------- | ----- | -------------------- | -------------------- | ----------- | ------- | ------- | --- |
| 1969/70                                                     | Jaarbeursstedenbeker | 1R    | Vlag van Duitsland   | Hertha BSC           | 0-1         | 0-0 (T) | 0-1 (U) | 1.0 |
| 1972/73                                                     | UEFA Cup             | 1R    | Vlag van Italië      | Torino Calcio        | 4-2         | 0-2 (U) | 4-0 (T) | 7.0 |
|                                                             |                      | 2R    | Vlag van Tsjechië    | TJ Slovan Bratislava | 3-2         | 2-2 (T) | 1-0 (U) | 7.0 |
|                                                             |                      | 1/8   | Vlag van Nederland   | FC Twente            | 2-4         | 0-3 (U) | 2-1 (T) | 7.0 |
| 1977/78                                                     | UEFA Cup             | 1R    | Vlag van Joegoslavië | Sloboda Tuzla        | 8-4         | 5-0 (T) | 3-4 (U) | 3.0 |
|                                                             |                      | 2R    | Vlag van Engeland    | Ipswich Town FC      | 3-4         | 0-1 (U) | 3-3 (T) | 3.0 |
| Totaal aantal behaalde punten voor UEFA coëfficiënten: 11.0 |                      |       |                      |                      |             |         |         |     |

Zie ook
- Deelnemers UEFA-toernooien Spanje
- Ranglijst van alle clubs die in de diverse Europa Cups zijn uitgekomen

## Bekende (oud-)spelers

### Spanjaarden
- Antonio Guayre
- Iban Iyanga
- Jorge Larena
- Ángel López
- Luis Molowny
- Pitu
- Javier Portillo
- Sandro Ramírez
- Jesé Rodríguez
- Roberto Trashorras
- Juan Carlos Valerón

### Overigen
- Edu Alonso
- Fernando Baiano
- Marc Bernaus
- Thievy Bifouma
- Kevin-Prince Boateng
- Jasper Cillessen
- Jorge Contreras
- Oktay Derelioğlu
- Þórður Guðjónsson
- Robert Jarni
- Wojciech Kowalczyk
- Ildefons Lima
- Oliver McBurnie
- Edixon Perea
- José Salomón Rondón
- Daley Sinkgraven
- Gabriel Schurrer
- Oussama Tannane